# Велес (Титан)

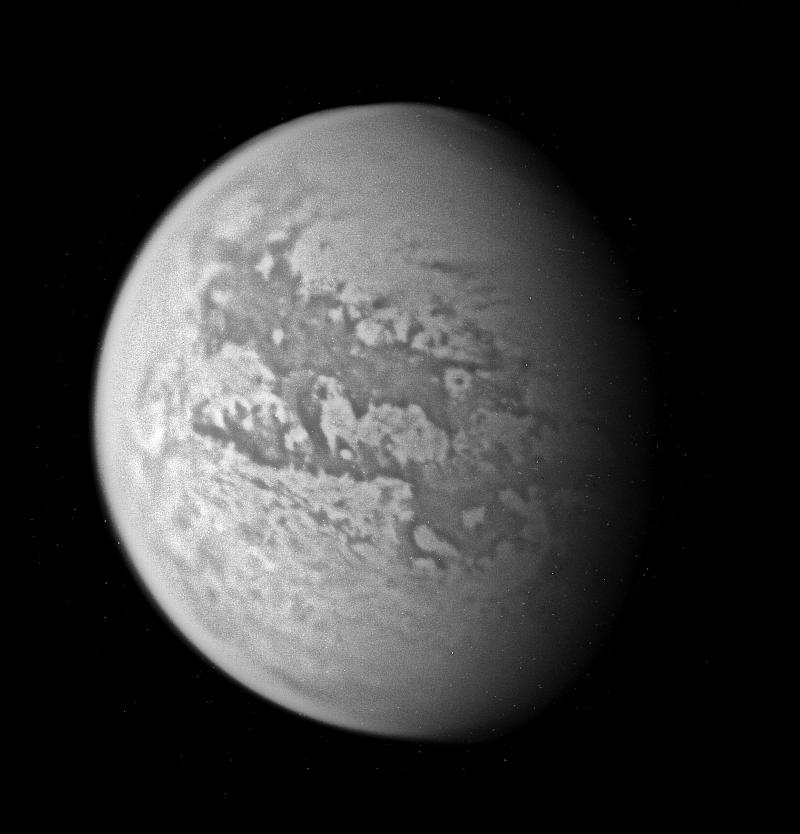
Инфракрасное изображение Титана

Велес (англ. Veles) — большая кольцеобразная структура, находящаяся на поверхности самого крупного спутника Сатурна — Титана, по координатам 2°00′ с. ш. 137°18′ з. д. / 2° с. ш. 137,3° з. д..
Максимальный размер структуры составляет 45 км. Местность Велес была обнаружена на радиолокационных снимках космического аппарата Кассини (во время стандартного пролёта около Титана). Название получило официальное утверждение в 2006 году.
Названа в честь Велеса, славянского бога.